# Маркова, Римма Васильевна
Ри́мма Васи́льевна Ма́ркова (3 марта 1925, посёлок Чурино, Самарская губерния, РСФСР — 15 января 2015, Москва, Россия) — советская и российская актриса театра, кино и дубляжа, народная артистка РФ (1994).

## Биография
Римма Маркова родилась 3 марта 1925 года в посёлке Чурино Самарской губернии (ныне Новоспасский район, Ульяновская область) в семье актёра Василия Демьяновича Маркова и гримёра-парикмахера Марии Петровны Марковой (1902—1991) .
В 1931—1934 годах исполняла детские роли в спектаклях Саратовского драматического театра, где служил её отец.
В 1941 году, когда началась война, вся семья Марковых отправилась в эвакуацию в Вологду. Там Римма вместе с младшим братом Леонидом поступила в драматическую студию, которой руководила Лидия Ротбаум, знаменитый театральный педагог. В 1945—1947 годах училась в студии при Вологодском драматическом театре. Потом вместе с братом приехали в Москву и поступили в театральную студию при Ленкоме. В 1951—1962 годах служила в Театре им. Ленинского комсомола.
С 1971 года по 1992 год — актриса Театра-студии киноактёра.
В 1999 году возглавляла список Партии пенсионеров на Выборах в Государственную Думу.
В 2011 году участвовала в предвыборной кампании партии «Справедливая Россия» перед выборами в Государственную Думу Российской Федерации.
10 декабря того же года на 6-м съезде «Справедливой России» лидер партии С. М. Миронов, выдвинутый кандидатом на пост президента РФ, предложил Римме Марковой возглавить его предвыборный штаб.

### Болезнь и смерть
14 октября 2014 года Римма Маркова была доставлена в реанимационное отделение московской Городской клинической больницы им. С. П. Боткина с экстренным хирургическим диагнозом. Позже для дальнейшего лечения она была переведена в хирургическое отделение. 2 января 2015 года 89-летней актрисе стало плохо из-за обострения хронического заболевания, и её экстренно доставили в больницу имени Боткина.
Утром 15 января 2015 года артистка скончалась в Москве от остановки сердца, не дожив всего полутора месяцев до 90-летия. Прощание с Риммой Марковой состоялось 17 января. Официальной панихиды не было, по желанию самой актрисы. В тот же день актрису похоронили в одной могиле с матерью на Николо-Архангельском кладбище (восточная территория, участок № 11). Через 7,5 лет после смерти актрисы в сентябре 2022 года на её могиле был установлен памятник.

## Семья
Отец — Василий Демьянович Марков, актёр Саратовского драматического театра им. К. Маркса.
Мать — Мария Петровна Маркова (1902—1991), гримёр-парикмахер. Похоронена в Москве на Николо-Архангельском кладбище (восточная территория, участок № 11).
Брат — Леонид Васильевич Марков (1927—1991), актёр, народный артист СССР (1985). Похоронен в Москве на Кузьминском кладбище (участок № 23).
Первый муж — грек Семён, был лётчиком в Махачкале. Брак продлился около года.
Второй муж (1961—1966) — Владимир Никитин (1934 —?), музыкант. Расстались через 5 лет после рождения дочери.
- Дочь — Татьяна Никитина (род. 1961), врач-косметолог.
  - Внук — Фёдор Никитин (род. 1995).

Третий муж — барон Хосе Гонсалес Мария Антонио (1929—2009), подданный Испании. Познакомились на кинофестивале в Испании, потом он приехал в Москву, но через год уговоров о переезде в Испанию они расстались. Формально штамп о браке с последним мужем стоял в паспорте актрисы до конца её жизни.

## Признание и награды

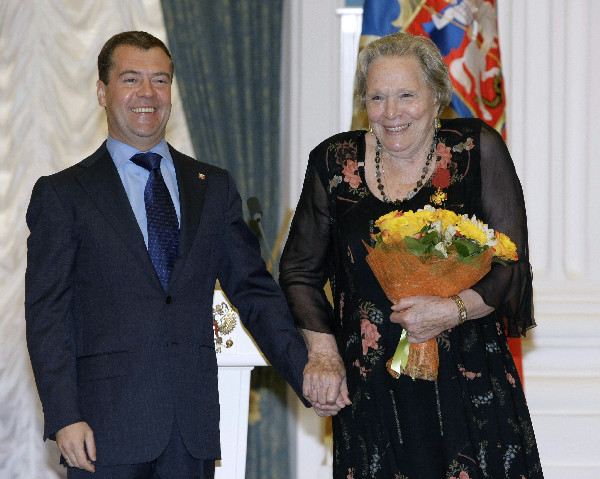
Дмитрий Медведев награждает орденом «За заслуги перед Отечеством» IV степени. 26 июля 2010 года, Москва, Кремль

- Лауреат Специального диплома XVI Международного кинофестиваля в Сан-Себастьяне «За высокое мастерство артистки, создавшей образ большой драматической силы» (1968 год)
- Лауреат диплома и премии IV ВКФ в Минске за лучшее исполнение женской роли (1970 год, фильм «Бабье царство»)
- Лауреат Всесоюзного кинофестиваля в номинации «Призы за актёрскую работу» (1970 год)
- Заслуженная артистка РСФСР (28 сентября 1984 года)
- Народная артистка Российской Федерации (1 декабря 1994 года) — за большие заслуги в области киноискусства[16]
- Орден Почёта (4 июля 2000 года) — за заслуги перед государством, многолетнюю плодотворную деятельность в области культуры и искусства, большой вклад в укрепление дружбы и сотрудничества между народами[17]
- Лауреат Приза «Живая легенда российского кино» Фестиваля российского кино «Виват, кино России-2001»
- Лауреат Приза Хрустальный Лотос «За создание на экране истинно русской женщины» — VI открытый Российский фестиваль «Улыбнись, Россия!» (2005 год)
- Номинация на кинопремию «Золотой орёл» (2005) за лучшую женскую роль второго плана в фильме «Ночной дозор» (2004).
- Орден «За заслуги перед Отечеством» IV степени (14 марта 2010 года) — за большой вклад в развитие отечественной культуры и искусства, многолетнюю творческую деятельность[18]
- Почётный житель Таганского района города Москвы[19].

## Творчество

### Роли в театре

#### Московский театр им. Ленинского комсомола(1952)
- 1952 — «Сыновья Москвы» Н. В. Рожкова. Постановка С. Л. Штейна и С. В. Гиацинтовой — Надежда Александровна Шорохова

#### Московский новый драматический театр(2002)
- 2002 — «Профессионалы победы» А. Гельмана; режиссёр Вячеслав Долгачёв — мать Владимира

### Роли в кино
1. 1964 — Живые и мёртвые — эпизод (в титрах не указана)
2. 1966 — Крылья — Шура, буфетчица
3. 1967 — Бабье царство — Надежда Петровна
4. 1968 — Журавушка — Авдотья Маркелова
5. 1968 — Времена года — Дурында (новелла «При дороге»)
6. 1971 — Егор Булычов и другие — игуменья Меланья, сестра жены Булычова
7. 1971 — Веришь, не веришь — Мария Ивановна, начальница участка
8. 1972 — Сибирячка — Безверхая, секретарь Добротина
9. 1973 — 1983 — Вечный зов — Василиса
10. 1973 — Нейлон 100 % — Матильда Семёновна, работница комиссионного магазина
11. 1974 — Ещё не вечер — Зинаида Воронина
12. 1974 — Скворец и Лира — фрау фон Лебен, жена генерала
13. 1976 — Сын председателя — Марфа Дроздюк
14. 1976 — Сладкая женщина — мать Анны Александровны Доброхотовой
15. 1977 — А у нас была тишина… — Клавдия Барабанова
16. 1977 — Струны для гавайской гитары — бабушка Вовы Чичерова
17. 1978 — Пока безумствует мечта — дама провинциального общества
18. 1978 — Любаша — колхозница Сергеевна
19. 1979 — Отец и сын — Брызгалиха
20. 1981 — Шляпа — мать Денисова
21. 1981 — Родня — Римма Васильевна, администратор в гостинице
22. 1981 — Отпуск за свой счёт — начальница отдела кадров
23. 1981 — Контрольная по специальности — эпизод
24. 1981 — Придут страсти-мордасти — директор школы
25. 1982 — Покровские ворота — Вера Семёновна, врач-хирург
26. 1982 — Дыня — кассирша на ж/д станции
27. 1982 — Предел желаний — тётя Аня Билетова
28. 1982 — С кошки всё и началось... — Марья Васильевна, соседка Юры
29. 1982 — Берегите мужчин! — мать Вовика Родионова
30. 1983 — Обрыв — Татьяна Марковна Бережкова, бабушка
31. 1983 — Миргород и его обитатели — Василиса Кашпоровна
32. 1983 — Тепло родного дома — Дарья Игнатьевна, мать Миши
33. 1983, 2000, 2002 — Ералаш (№ 38 «Однажды в булочной»— продавец, № 139 «Приветик!» — консьерж, № 155 «Студент» — уборщица)
34. 1984 — Полоса препятствий — Елизавета Павловна Петрушина
35. 1984 — Идущий следом — директор детского дома
36. 1984 — Человеческий фактор
37. 1984 — Благие намерения — Елена Евгеньевна, завуч
38. 1985 — Тётя Маруся — Даша
39. 1985 — Каждый охотник желает знать… — бабушка
40. 1986 — Последняя дорога — графиня Нессельроде
41. 1986 — Мы веселы, счастливы, талантливы! — Ира, сотрудница редакции
42. 1986 — Затянувшийся экзамен — Варвара Петровна, учительница
43. 1987 — Старая азбука
44. 1987 — Гардемарины, вперёд! — мать Леонидия
45. 1989 — Нечистая сила — старуха / мать Ивана
46. 1989 — Во бору брусника — Марина Игнатьевна
47. 1989 — Сувенир для прокурора — Анна Семёновна Зубцова
48. 1989 — Чаша терпения — Надежда Дмитриевна, учительница
49. 1990 — Дураки умирают по пятницам — тётя Таня
50. 1990 — Русская рулетка — бабка
51. 1990 — Аферисты — Матрёна
52. 1990 — Хомо новус — Колчина, заведующая гороно
53. 1991 — Ночь при дороге — Дурында, работница столовой
54. 1992 — Арбитр — мама Андрея
55. 1992 — Ноев ковчег
56. 1993 — Падение — Вера Фёдоровна Зотова, мать Дениса
57. 1995 — 1996 — Русский проект — путевая рабочая («Дай вам Бог здоровья», «Сборка», «Спаси и сохрани», «Сборка-2»)
58. 1996 — Старые песни о главном 2 — дворничиха Васильевна
59. 1996 — Короли российского сыска — Дарья Николаевна Боброва, торговка
60. 1997 — На заре туманной юности — тётя Лиза
61. 1998 — Князь Юрий Долгорукий — кормилица
62. 1998 — Окраина — мать Паньки Морозова
63. 2000 — Лето, или 27 потерянных поцелуев — Мария Мартовна, мать Вероники
64. 2001 — Подозрение — тётя Дуся, медсестра
65. 2001 — Дикарка — Анна Степановна Ашметьева (богатая помещица)
66. 2001 — Сдвинутый — пожилая медсестра
67. 2001 — С точки зрения Ангела — Донна Васильевна
68. 2004 — Сыщики-3 — служащая на телеграфе
69. 2004 — Даша Васильева. Любительница частного сыска (2 сезон) — Регина Алексеевна Селезнёва, она же Фрида Казимировна Войцеховская
70. 2004 — Ночной Дозор — Дарья Шульц, ведьма
71. 2005 — Дневной Дозор — Дарья Шульц
72. 2007 — Платки — тётя Маша
73. 2007 — Савва Морозов — мать Морозова
74. 2007 — Семейка Ады — бабушка Ада
75. 2007 — Трое и Снежинка — бабушка Степана
76. 2007 — Самый лучший фильм — «мамка» проституток
77. 2008 — Вероника не придёт — Вероника Павловна Сорокина
78. 2009 — Операция «Праведник» — Надежда Ивановна
79. 2010 — Утомлённые солнцем 2: Предстояние — санитарка
80. 2010 — Новогодний детектив — Катя
81. 2011 — Воронины (181 серия) — Валентина Петровна Воронина, старшая сестра Николая Петровича Воронина
82. 2011 — Жизнь и приключения Мишки Япончика — пани Бася

### Телеспектакли
1. 1977 — Доходное место — Фелисата Герасимовна Кукушкина
2. 1981 — Дядюшкин сон — Степанида Матвеевна
3. 1982 — Попечители — Глафира Фирсовна

### Озвучивание
1. 1973 — Невероятные приключения итальянцев в России — Мариза, жена Антонио Ломаццо
2. 1978 — Театр — Иви (роль Илги Витолы)